# گل نیمروز
گل نیمروز (نام علمی: Mesambryanthemum nodiflorum) گیاه علفی، سرسبز، گوشتی و یکساله از تیره علف‌فرشیان دارای ارزش زیبایی گل و برگ. این گیاه در جنوب ایران نیز به وفور می‌روید و در زبان محلی جنوب استان بوشهر «ماسو» گفته می‌شود.